# Akeda
Akeda è il quinto album discografico in studio del cantante reggae statunitense Matisyahu, pubblicato nel 2014.

## Tracce
1. Reservoir
2. Broken Car
3. Watch the Walls Melt Down
4. Champion
5. Built to Survive (feat. Zion I)
6. Ayeka (Teach Me to Love)
7. Black Heart
8. Star on the Rise
9. Surrender
10. Confidence (feat. Collie Buddz)
11. Vow of Silence (Shalom)
12. Obstacles
13. Hard Way
14. Sick For So Long
15. Akeda